# Pokal evropskih prvakov 1960-61
Pokal evropskih prvakov 1960-61 je bila četrta sezona evropskega klubskega košarkarksega tekmovanja danes znanega kot Evroliga.

## Prvi predkrog
| Prvo moštvo          | Skup. Rez. | Drugo moštvo        | 1. tekma | 2. tekma |
| -------------------- | ---------- | ------------------- | -------- | -------- |
| Urania Geneva        | 107 - 164  | Oransoda Bologna    | 62-68    | 45-96    |
| Wissenschaft Berlin  | 110 - 171  | Academic Sofia      | 54-85    | 56-86    |
| USC Heidelberg       | 125 - 180  | Legia Warsaw        | 67-91    | 58-89    |
| Galatasaray Istanbul | 137 - 96   | Olympiacos Pireus   | 72-41    | 65-55    |
| RC Kayl              | 75 - 137   | EK Engelmann Vienna | 27-53    | 48-84    |
| Sporting Lisbon      | 92 - 149   | Antwerp BC          | 51-62    | 41-87    |
| Söder Stockholm      | 98 - 142   | OKK Beograd         | 50-53    | 48-89    |
| Wolves Amsterdam     | 106 - 153  | Sparta Prague       | 52-57    | 54-96    |
| Stars Charleville    | 110 - 100  | CS Casablanca       | 55-47    | 55-53    |

## Prvi krog
| Prvo moštvo           | Skup. Rez. | Drugo moštvo    | 1. tekma | 2. tekma |
| --------------------- | ---------- | --------------- | -------- | -------- |
| Galatasaray Istanbul  | 79 - 93    | Hapoel Tel Aviv | 40-39    | 39-54    |
| Stars Charleville     | 63 - 163   | CSKA Moscow     | 28-68    | 35-95    |
| Akademik Sofia        | 114 - 138  | Legia Warsaw    | 67-62    | 47-76    |
| EK Engelmann Vienna   | 100 - 159  | Real Madrid     | 53-85    | 47-74    |
| Antwerp BC            | *          | OKK Beograd     | 66-47    |          |
| Torpan Pojat Helsinki | 103 - 133  | Sparta Prague   | 56-65    | 47-68    |
| Oransoda Bologna      | 124 - 126  | ASA Bucureşti   | 70-56    | 54-70    |

- *Beograd SK se je umaknil iz tekmovanja.

## Četrtfinale
| Prvo moštvo   | Skup. Rez. | Drugo moštvo    | 1. tekma | 2. tekma |
| ------------- | ---------- | --------------- | -------- | -------- |
| ASK Riga      | 162 - 134  | Hapoel Tel Aviv | 84-60    | 78-74    |
| Sparta Prague | 107 - 115  | ASA Bucureşti   | 60-50    | 47-65    |
| Legia Warsaw  | 145 - 183  | CSKA Moscow     | 72-98    | 73-85    |
| Antwerp BC    | 128 - 177  | Real Madrid     | 62-89    | 66-88    |

## Polfinale
| Prvo moštvo | Skup. Rez. | Drugo moštvo  | 1. tekma | 2. tekma |
| ----------- | ---------- | ------------- | -------- | -------- |
| Real Madrid | 123 - 141  | ASK Riga      | 78-75    | 45-66    |
| CSKA Moscow | 171 - 115  | ASA Bucureşti | 98-58    | 73-57    |

## Finale
| Prvo moštvo | Skup. Rez. | Drugo moštvo | 1. tekma | 2. tekma |
| ----------- | ---------- | ------------ | -------- | -------- |
| CSKA Moscow | 148 - 128  | ASK Riga     | 61-66    | 87-62    |